# Aiguille du Fruit
De Aiguille du Fruit is een 3051 meter hoge berg in het Franse departement Savoie. De berg maakt deel uit van de Vanoise, onderdeel van de Grajische Alpen. Vanaf de top van de berg kijkt men uit over Courchevel.

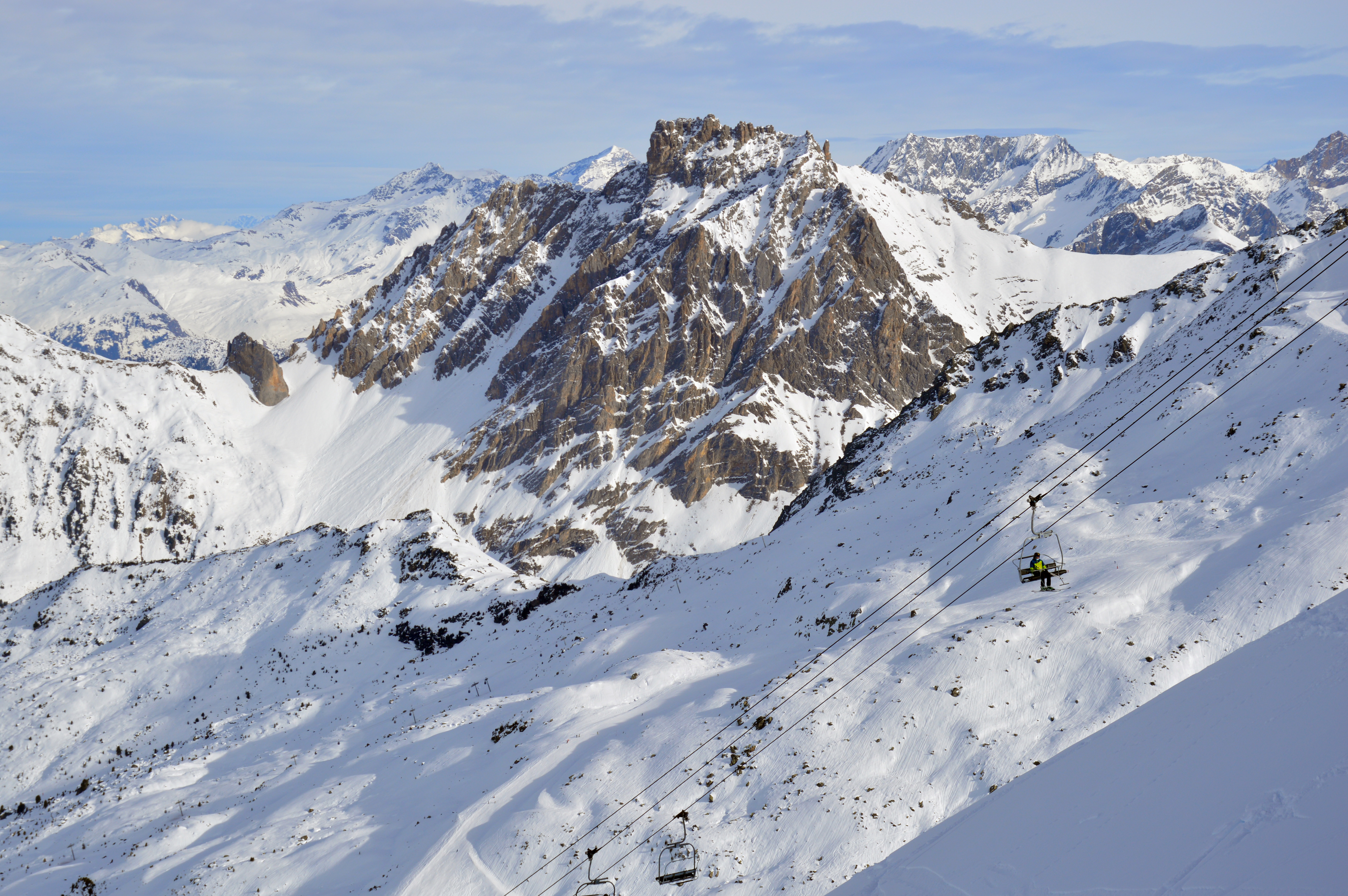
Gezien vanaf het zuidwesten